# Uthman ibn Sa'id al-Asadi
Pour les articles homonymes, voir al-Asadi.
Uthman ibn Sa'id al-Asadi (arabe : عثمان بن سعید اسدی) est le premier des quatre députés de l'Islam chiite duodécimain, qui fut nommé député de Muhammad al-Mahdi alors que ce dernier était dans la petite occultation. Uthman ibn Sa'id était l'un des compagnons et étudiants de l'imam Ali al-Hadi et de l'imam Hasan al-Askari, .

## Nom et surnom
Il appartenait au clan Bani Asad. En raison de ces liens ancestraux, il était appelé Abu Amr, mais sous le conseil de l’Imam Hassan Askari, il changea son titre de Abu Amr à Amravi. Il était aussi nommé comme Askari parce qu'il vivait à Samarra, ou encore Sammaan qui voulait dire le marchand d’huile. Ce titre de marchand d’huile lui venait de l’époque de Ali al-Hadi dont il était le représentant. En effet, il transportait les biens de l’Imam Ali Naqi dont une sorte de canette d’huile pour que les services secrets du Gouvernement de l’époque ne se doutent pas des affaires de l’Imam.

## Avant l'occultation mineure
Jusqu’en 254 il était le représentant de l’Imam Ali Naqi qui disait de lui: ‘Abu Amr est une personne de confiance; tout ce qu’il dit est en mon nom et tout ce qu’il transporte n’est en fait que mon message’.
Après la mort de l’Imam Ali Naqi en 254, il devint le représentant spécial de l’Imam Hasan al-Askari qui disait de lui : ‘Abu Amr est une personne de confiance. Les Imams avant moi lui ont accordé leur confiance, et aujourd’hui comme après ma mort, il est digne de confiance dans tout ce qu’il dit; tout ce qu’il raconte est en mon nom et ses messages sont en fait mes messages’.
À la naissance de son fils le Mahdi, l’Imam Hassan Askari convoqua 40 personnes de son entourage digne de confiance et introduisit son fils. Il mentionna son futur imamat et ses occultations. Puis il insista sur la représentation de l’Imam Mahdi par Uthman bin Saeed et dit : « Vous accepterez tout ce qu’il dit car il est le représentant de l’Imam. »

## Petite occultation
Au décès de Hassan Askari, il participa aux funérailles et fut désigné comme premier Député spécial de l’Imam Mahdi pendant 5 ans. Après le décès de l'imam Hasan Askari, Osman bin Sa'id a probablement donné à rituels funéraires l'imam Hassan Askari, et l'a enterré. Avant son décès, comme l’avait demandé Hassan Askari il a en fait, explicitement désigné son fils, Muhamadibn outhman comme son successeur et comme représentant de l’Imam Mahdi.

## Mort
Uthman Bin Saeed fut enterré à l’Ouest de Bagdad
Il vécut sous le Calife Abbaside Motamid.